# Вільям Бромфілд
Вільям Бромфілд (англ. William Bromfeild, також відомий як Bromfield; 31 січня 1712 — 24 листопада 1792) — американський і британський хірург та анатом, відкрив у Лондоні першу клініку з лікування венеричних захворювань — госпіталь Lock.

## Біографія
Вільям Бромфілд народився 31 січня 1712 року в Лондоні, і після кількох років навчання у хірурга, розпочав власну практику. У 1741 він почав читати курс лекцій з анатомії та хірургії, який відвідувало багато учнів. Кілька років згодом, він сформував з Мартіном Меденом план Лондонської замкової лікарні для лікування венеричного захворювання, на яке він був призначений хірургом. Для театральної вистави на допомогу його фондам він змінив стару комедію, «Міський Матч», написаний в 1639 Джаспаром Меном, який в 1755 діявся на Друрі-Лейн. Він був також обраний одним з хірургів лікарні Св. Георгія.
У 1761 він був призначений одним з набору, щоб супроводити принцесу Мекленбурга на її поїздці до Англії, яка буде пов'язана узами шлюбу з Георгом III, і після шлюбу, він був призначений хірургом на домашнє господарство її величності.
У його пізніших роках він пішов зі своєї професії і проживав у будинку, який він побудував для себе в парку Челсі. Помер 24 листопада 1792 року.